# 濁水
濁水 ，是臺灣南投縣名間鄉的一個傳統地域名稱，位於該鄉東南部。相較於今日行政區，其範圍大致與濁水村相近。

## 歷史
台灣清治末期至日治初期，濁水地區為一街庄，稱為「濁水庄」，隸屬於沙連下堡。該庄西北與湳仔庄為鄰，北與番仔藔庄，東與隘藔庄為鄰，南邊隔濁水溪與後埔仔庄、社藔庄相望，西邊為炭藔庄。
1901年（日治明治三十四年）11月，該庄隸屬於南投廳。1920年（大正九年），該庄改制為「濁水」大字，隸屬於臺中州南投郡名間庄。
戰後名間庄改制為名間鄉，隸屬於南投縣，大字亦改制為村。

## 交通
省道台3線俗稱「內山公路」，是臺北至屏東的幹道，大致以開口向西的V形經過濁水地區西部，往北可前往南投、草屯、臺中等地，往南可前往竹山、斗六、梅山等地。
縣道152號（番金路）是大城公館至名間的道路。

## 景點
- 名間茄苳神木公